# 翔鳳丸
翔鳳丸（しょうほうまる）は、鉄道省青函航路で運航された車載客船で、同型船に飛鸞丸（ひらんまる）・津軽丸（つがるまる）（初代）・松前丸（まつまえまる）（初代）があり、これらを含めた4隻を翔鳳丸型と呼び、本船はその第1船であった。日本で最初の車載客船で、後に建造される車載客船・車両渡船の原型となった。
国有化以降、客貨輸送量の増加著しい青函航路では、1914年（大正3年）の第一次世界大戦勃発後は、海運貨物の鉄道への転移も加わり、その増加はさらに加速、1917年（大正6年）頃から、貨物の積替えを必要とする一般型船舶の、それもハシケを用いた沖荷役では、円滑な貨物輸送が困難な状態に陥った。これに対する抜本的な対策として、貨物を積載した貨車を、陸上軌道からそのまま船内軌道へ機関車で押し込んで積載し、相手港では、逆に船内軌道から陸上軌道へ機関車で引き出して陸揚げする「車両航送」が導入された。この車両航送を行う客船として建造されたのが、これら4隻の車載客船であった。
翔鳳丸と飛鸞丸は浦賀船渠で、津軽丸と松前丸は三菱造船長崎造船所で建造され、これら両造船所製の間には船体構造等に相違が見られた。全て第二次世界大戦末期の1945年の空襲で失われた。
ここでは、これら翔鳳丸型と、青函航路における車両航送システムについて記述する。

## 車載客船建造までの経緯
1908年（明治41年）3月の帝国鉄道庁による国営青函航路開設当初は、先発の日本郵船と2社競合であったが、1910年（明治43年）3月の日本郵船撤退以降、帝国鉄道庁改め鉄道院青函航路の貨物輸送量増加は著しく、1910年（明治43年）度の7万2625トンから、4年後の1914年（大正3年）度には15万4716トンへと倍増していた。1910年（明治43年）1月には義勇艦うめが香丸（3,022総トン）を傭船し、同船解傭の1911年（明治44年）1月には、その後継として会下山丸（えげさんまる）（1,462総トン）を傭船し、比羅夫丸型2隻と合わせ、3隻体制を維持した。さらに、阪鶴鉄道が発注し、同鉄道国有化後の1908年（明治41年）6月竣工後は山陰沿岸を行く舞鶴 - 境 間航路で運航された第二阪鶴丸（864.9総トン）を、1912年（明治45年）3月の同航路廃止後、関釜航路での使用を経て、同年6月青函航路へ転入させ4隻目とし、同船転出の1914年（大正3年）7月からは、万成源丸（886.94総トン）を傭船して4隻体制維持し、増加する貨物輸送に対応した。
しかし、1914年（大正3年）7月の第一次世界大戦 勃発は、その後の大戦景気と、世界的な船腹不足による海運貨物の鉄道への転移をもたらし、鉄道連絡船航路である青函航路の貨物輸送量も、1916年（大正5年）度からの増加はそれ以前にも増して著しく、翌1917年（大正6年）度には36万1259トンと、3年間で2.3倍にも達し、同年以降滞貨の山を造る混乱状態に陥ってしまった。一方旅客輸送人員も、1910年（明治43年）度の22万3524名、1914年（大正3年）度の28万8964名から、1917年（大正6年）度には49万4827名へと急増し、 客貨双方の抜本的な増強策が求められた。
これより前、同様に貨物輸送量の増加著しい関門航路では、同航路の荷物輸送を一手に請負っていた宮本組の宮本高次の発案により、木造の貨車ハシケを用いた日本初の貨車航送が、1911年（明治44年）10月1日、下関 – 小森江間で開始された。この航路は関森航路と通称され、鉄道院からの請負で宮本組により運航されたが、その有用性と確実性を目の当たりにした鉄道院は、1913年（大正2年）6月1日、これを買収、直営化した。さらに1919年（大正8年）8月1日からは自航式貨車渡船第一関門丸・第二関門丸も就航させ、貨車ハシケと併用していた。
この貨車航送の実績が良好であったことから、鉄道院運輸局船舶課は、1918年（大正7年）これら貨車ハシケを自航式とし、15トン積みワム型有蓋貨車16両積載と大型化したうえ、比羅夫丸型を上回る685名の旅客も乗船できる車載客船とし、これを青函航路へ投入して、一挙に客貨輸送力不足を解消しよう、という画期的な改革案を立案した。
貨車航送、あるいは貨車以外の車両も含む車両航送では、岸壁停泊中、陸上軌道と接続した船内軌道へ、あるいは船内軌道から、貨物や荷物を積載した車両を、そのまま機関車で押し込んだり引き出したりして積卸しするため、荷役時間の大幅短縮による貨物・荷物の速達性向上、連絡船折り返し時間短縮による船と岸壁の稼働率向上、積替え不要による貨物・荷物の損傷や紛失の激減などの利点があった。しかし、車両積載場所が船艙ではなく車両甲板上に限られるため、重心が高くなり、同じ重量の貨物を積載するにはより大型の船を必要とし、その構造も複雑で建造費も増大し、さらに岸壁には車両を安全に積卸しするための専用の設備を要し、他航路への転用も制限される、などの問題点もあった。

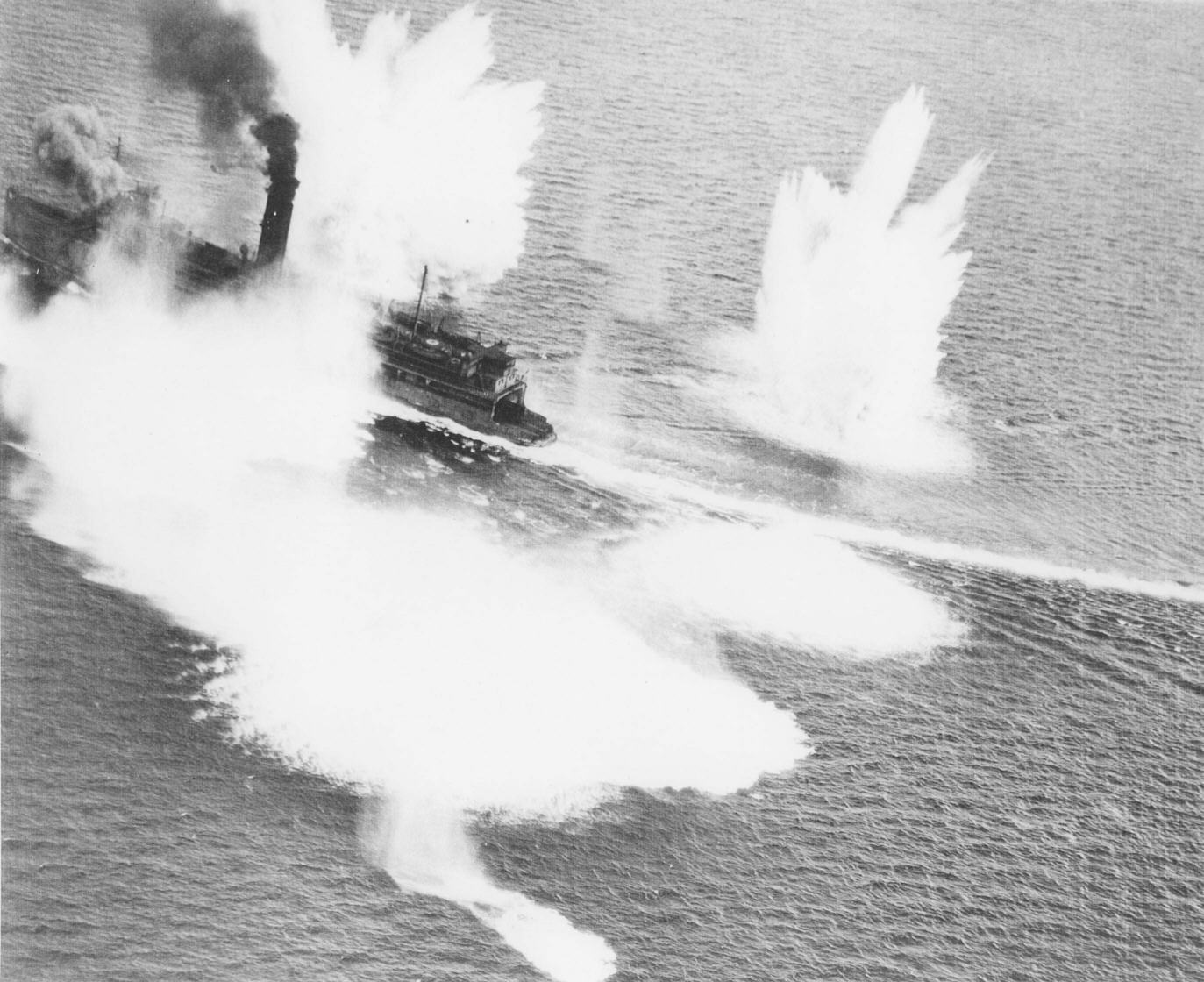
青森港沖で爆撃を受ける翔鳳丸。この写真はアメリカ軍撮影で、アメリカの週刊誌「ライフ」1945年8月13日号に掲載された。日本側でこの写真が再発見された1978年頃は翔鳳丸か飛鸞丸か定かでなかった。その後の、本写真を含むアメリカ国立公文書記録管理局所蔵の青函連絡船空襲関連のアメリカ側撮影の大量の写真や文書の精査から、翔鳳丸がジグザグ航法で爆撃をかわしている空襲初期で、操舵室屋上の弾薬箱に機銃弾が命中し爆発したところ、と推定された。

当初は鉄道院内でも反対論が多かったが、国鉄全車両の自動連結器化が1925年（大正14年）に実施されることになり、青森港第1期修築工事も1924年（大正13年）には竣工することとなったため、この機会に全国規模の貨車直通運用を開始すべき、として1919年（大正8年）、この車載客船による車両航送案は採用された。さらに1920年（大正9年）9月決定の最終要求条件では、郵便手小荷物車積載可能な中線を含む船内軌道3線となり、旅客定員も940名とされ、当初案よりかなり大型化していた。当時、日本にはこのような大型の車載客船建造運航の経験がなかったため、鉄道院改め鉄道省 は、1909年（明治42年）開設のバルト海を行く　ドイツ　ザスニッツとスウェーデン　トレレボリ間航路（58海里）の3,000総トン級車載客船ドロットニング・ヴィクトリア号などを手本として設計し、1921年（大正10年）12月に浦賀船渠へ2隻、翌1922年（大正11年）12月には三菱造船長崎造船所へさらに2隻の建造を発注した。

## 船体構造
鉄道車両積載のため、喫水線上約7フィート（2.1336m）の位置に、前後に全通する車両甲板を持ち、その大部分を2層分吹き抜け構造の天井の高い車両格納所とし、車両格納所船尾端は車両積卸しのため、線路3線幅、甲板2層分の大開口となっていた。車両甲板下には主甲板と船底の船艙、車両甲板両舷側中2階には下部遊歩甲板、車両甲板天井部には上部遊歩甲板を持ち、その上に3層の甲板室を設けた7層構造であった。

### 一般配置

#### コンパス甲板
最上層は操舵室の屋根に相当するコンパス甲板で、磁気コンパスが設置されており、甲板室の直前の船体中心線上に、上部遊歩甲板から立つ前部マストがコンパス甲板よりはるか高くそびえていた。浦賀船渠製の2隻では、このマストのコンパス甲板より1.8m程高い位置に探照灯を備えた見張り台を設け、コンパス甲板から階段で直接上れるようになっていたが、三菱造船製では、この見張り台は省略され、探照灯はコンパス甲板に設置された。

#### 航海船橋
コンパス甲板の下が航海船橋で、その最前部には、周囲をガラス窓で囲い、船体全幅からさらに両舷外に張り出した操舵室が設置され、その室内の船体中心線上には、前後に船尾舵用と船首舵用の2台の水圧式テレモーターが装備され、左舷側に海図台やエンジンテレグラフ、ドッキングテレグラフが配置されていた。

#### 端艇甲板
航海船橋の下が端艇甲板で、前方の操舵室直下には甲板部高級船員居室と無線通信室の入った甲板室があり、ここからは上の操舵室へも下の1等船室区画へも屋内階段経由で行き来できたが、操舵室への屋内階段設置は国鉄船舶としては初めてであった。端艇甲板の両舷には8隻の救命ボートと、右舷前方に1隻の伝馬船がそれぞれボートダビットに懸架されており、中央には煙突が1本、その煙突の前方、1、2等食堂の屋根の部分のみ食堂の天井高さを高くするため914mm高くなっており、その中央部には更に屋根型の天窓が設置されていた。後方には後部マストが立ち、後端には操舵室同様両舷側まで張り出した後部船橋が設置されていた。
翔鳳丸型はバルト海航路の連絡船を手本としたため、かの地で行われているように、港外で回頭し、後進で入港できるよう船首舵が装備され、その操舵はこの後部船橋のテレモーターからも可能で、ここには磁気コンパスも装備されていた。船首舵はある程度の長い距離を相当の速力で後進する場合には有効であったが、青函航路では、翔鳳丸型就航に合わせ、出力400馬力クラスの補助汽船4隻を配属のうえ、翔鳳丸型は前進のまま入港し、岸壁直前で補助汽船の助けを借りて右回頭する着岸操船法がとられたため、この船首舵を有効に使う機会に恵まれず、その後の青函連絡船でも、船首舵は第二青函丸に装備された以外は装備されなかった。しかし、後部船橋は岸壁停泊中、車両積卸しを目視できるため、車両積卸し時の船体横傾斜を抑えるヒーリング装置の遠隔操縦ハンドルがここに設置され、こちらはその後も継承され、“ポンプ操縦室”と名を変えて、1977年（昭和52年）、青函連絡船として最後に建造された石狩丸（3代目）まで受け継がれた。

#### 上部遊歩甲板
端艇甲板の下が車両甲板車両格納所の天井にあたる上部遊歩甲板で、船首部は揚錨機やキャプスタンを備えた露天の係船作業場になっており、揚錨機の後方には1層下の甲板部員居室区画と交通する階段室のコンパニオンが設置されていた。この船首部以外は全て甲板室になっており、その最前部は1等区画で、1等船室が8室あり、それらは上段寝台折りたたみ式の2段寝台を備え、1等の定員は39名であった。1等区画右舷後部には1等喫煙室が、同左舷後部には配膳室があり、これらの後方に隣接して、その幅が両舷の遊歩廊間にわたり、さらにその両側は遊歩廊に出窓状に張り出し、天井高さも全面3.35mと高く、その中央部には、さらに屋根状に突出したステンドグラス入りの天窓を持つ豪華な1、2等食堂が配置された。
その後方中央部は煙突直下、煙路の通るボイラー室囲壁があり、この左舷に2等喫煙室、右舷に前後をつなぐ廊下と、その右舷側には事務長室と客室係員詰所が配置され、これらの後方には両舷をつなぐ廊下が設けられた。これを隔てた後方中央部には機械室囲壁があり、その左舷と後ろ側には開放2段寝台で定員28名の2等寝台室が、右舷には上記の前後をつなぐ廊下の続きと、その右舷側には、2等トイレ・洗面所が設けられた。これらの後ろ側には、両舷遊歩廊をつなぐ屋根付き室外通路があり、これを隔てた後方には定員170名の畳敷きの2等雑居室が配置された。上部遊歩甲板の名称通り、甲板室全周は側面が開放の遊歩廊で、また配膳室、1等喫煙室、2等喫煙室、前後をつなぐ廊下、2等寝台室、2等雑居室には、食堂ほど立派ではないが、天窓を設け自然光採光が図られていた。

#### 下部遊歩甲板
上部遊歩甲板の下には、車両甲板両舷側中2階に相当する幅2.4mの狭い下部遊歩甲板があり、中央部から船尾側にかけ3分の2は舷側に開放されていた。左舷側前方の、1層上の1、2等食堂配膳室下にこの食堂用の厨房があり、内部階段で配膳室につながっていた。ここより後方は3等旅客用乗下船通路および遊歩甲板として使われた。右舷の一部は機関部高級船員居室や船員食堂に、船首部は甲板部員居室として使われ、客室はなかった。なお車両甲板車両格納所は、両側面と前方の三方面が甲板2層分の高さの鋼製囲壁で囲まれ、下部遊歩甲板側面開放部の内側はこの囲壁で閉鎖されていたが、この部分には多数の丸窓が取り付けられていた。

#### 車両甲板
上部遊歩甲板の2層分下が車両甲板で、下部遊歩甲板に占有されない中央部分は甲板2層分吹き抜けとして、鉄道車両を収容できる天井高さを確保し、軌道を3線敷設して車両格納所としたが、ボイラーからの煙路や端艇甲板からボイラー室・機械室へ通じる通風筒等の通る機関室囲壁を船体中心線上に置いたため、船内軌道の中線は船体中央部止まりで短かかった。車両甲板船尾露天部両舷には係船用のキャプスタンを備え、その舷側には高さ1.22mのブルワークが設けられた。就航当初は車両甲板最後部の、一段低くなった“エプロン甲板”への段差直前の位置に、ブルワークと同じ高さの木製さし板式防波板を航海中セットしていたが、ほどなく使用されなくなった。なお車両甲板両舷の下部遊歩甲板の直下の部分は、左舷は3等トイレ・洗面所、右舷は船員用通路、船首部は機関部員居室として使われ、客室はなかった。
車両甲板船尾左舷舷側には、前から順に、ともに高さ1.22m　幅1.22mの内開き手小荷物用載貨門と郵便用載貨門が設けられ、載貨門内側の車両甲板上には、直下の手小荷物室、郵便室へのハッチがそれぞれ設けられた。岸壁側でも、載貨門に対応した位置に切り欠きが設けられた。車両甲板船尾右舷舷側にも、同じ大きさの石炭積込用載貨門が設けられ、岸壁停泊中、沖側からハシケで石炭を積込み、人力で車両甲板の石炭庫積込口まで運んでいたが、ほどなく車両甲板への石炭車乗り入れによる、じか積みに変更された。これら船尾両舷の載貨門付近から船尾側は船体幅が徐々に狭くなるため、車両格納所両舷囲壁も、左舷では車両甲板船尾端から19.2m、右舷では18.7mより船尾側では下側半分が省略され、これら載貨門の内側はいきなり車両格納所となっていた。これらのほか、右舷やや前寄りにも、高さ1.2m　幅1.8mの載貨門が設けられ、就航当初は、青森・函館相互発着貨物に限り、ハシケ荷役により、この載貨門から2層下の貨物艙へ積み込んでいた。

#### 主甲板
車両甲板下の船体は6枚の水密隔壁で、船首側から、船首タンク、錨鎖庫＋倉庫、貨物艙、ボイラー室、機械室、車軸室、船尾タンクの7水密区画に分けられていた。本船では車両甲板の下の甲板を主甲板と称し、上記水密区画の主甲板の高さでは、船首タンクの上には船首舵を駆動する汽動式操舵機が設置された船首操舵機室が、倉庫の上には客室係員と調理員の居室が、貨物艙の上には畳敷きの前部3等雑居室が設けられ、その後ろに隣接するボイラー室上部まで水密を保ったまま2m程度突き出していた。下の貨物艙は当初、青森・函館相互発着貨物に限り使用されたが、これもほどなく全て貨車航送となり、使用されなくなった。この貨物艙へ荷役のため、前部3等雑居室右舷後ろ隅にはハッチが設けられていた。ボイラー室とタービンのある機械室は、ともに2層分吹き抜けで、その後ろ、車軸室の上の主甲板には、同じく畳敷きの後部3等雑居室が設けられ、ここも水密を保ったまま5m程度、機械室後端上部にはみ出していた。その後ろには、急行列車以外の郵便・手小荷物は船艙積みの方針であったため、手小荷物室、郵便室が設けられた。郵便室の後ろ、水密隔壁を隔てた最後部が汽動式操舵機の設置された操舵機室で、郵便室と操舵機室の下が船尾タンクとなっていた。なお3等船室は、比羅夫丸型のような、いわゆる“蚕棚式”2段雑居室は採用されなかった。

### 機関部
浦賀船渠建造の翔鳳丸・飛鸞丸では、ボイラーに舶用スコッチ缶　6缶を採用し、各舷に3缶ずつ搭載したのに対し、三菱造船長崎造船所建造の津軽丸・松前丸では、イギリス製の軽量小型のバブコック・アンド・ウィルコックス式水管缶を輸入し、同じ6缶を、左舷、中央、右舷に2缶ずつ搭載し、ボイラー室の長さを約2.5m縮小し、船首側の石炭庫の高さを主甲板までとし、その上に前部3等雑居室を広げることで、浦賀船渠製よりこの雑居室を4m程度長くでき、浦賀船渠製の3等定員658名に対し三菱造船製は753名と100名近く増員できた。しかし、三菱造船製ではボイラー室に密閉缶室強制通風方式を採用したため、隣接する機械室との間の通路に、前後に常時閉の密閉扉2枚を備えたエアーロッカーを設置し、ボイラー室の陽圧維持を図る必要があった。このため、乗組員のこの間の行き来に手間がかかったうえ、ボイラー室天井高さの関係で燃焼効率が十分上がらなかったため、舶用スコッチ缶より燃料消費量が多くなり、また後年は水管の破損事故も相次ぎ不評であった。なお、この密閉缶室強制通風方式のため、三菱造船製の煙突は浦賀船渠製より若干小さかった。
一方、タービンは、当時浦賀船渠では製造していなかったため、イギリスからメトロポリタン・ヴィッカース社製のラトー式衝動タービンを輸入搭載したが、三菱造船長崎造船所では自社開発製造の衝動タービンを搭載した。いずれの形式も、ボイラーから供給される蒸気を使用する高圧タービンを両舷の主軸の内側に、その使用済み蒸気を再利用する低圧タービンを外側に、それぞれ主軸と平行に配置し、両タービン出力軸の各小歯車が主軸の大歯車を両側から直接回転させる1段減速歯車方式であった。さらに、前進の50%程度の出力の後進タービンが高圧低圧の両タービンの前部に付設されており、これが1段減速歯車付タービンの1セットで、このセットが左右2基搭載されていた。この減速歯車により、タービンの高速回転はプロペラ効率のよい回転数に下げられ、浦賀船渠製では最大毎分190回転程度、三菱造船製では160回転程度で、船尾水線下の2基のプロペラを回転させた。しかし船尾舵は1枚で、このタービン2基2軸と1枚舵はその後の青函航路の蒸気タービン船に継承された。
この減速歯車付タービン採用は翔鳳丸型4隻が青函連絡船としては初めてであったが、主軸直結式タービンの比羅夫丸・田村丸建造から15年経過しており、鉄道省では既に1922年（大正11年）建造の関釜連絡船 景福丸（3,619.66総トン）から、1段減速歯車付タービンを採用していた。

### 車両積載設備
翔鳳丸型では車両甲板船尾端の約75cm低くなった“エプロン甲板”上の定位置に、陸上軌道から続く軌道を敷設した可動橋補助桁の先端を載せると、可動橋の軌道端と車両甲板の船尾側船内軌道端が合致し、さらに後述の特殊レールを介して両軌道の連続性が確保されたため、陸上側から機関車で、車両を船内へ押し込んだり、船内から引き出したりと、軌道走行の形で車両の積卸しが行えた。
車両甲板には、車両甲板船尾端を起点とした船内軌道が3線敷設され、通常運航時接岸する左舷側から船1番線、船2番線、船3番線と呼称された。中央の船2番線は機関室囲壁で行き止まりのため軌道有効長39mと短く、荷物車2両またはワム型貨車5両、左舷の船1番線は同77m、右舷の船3番線は同81mで、それぞれワム型貨車を10両ずつ積載でき、ワム換算で合計25両の貨車積載が可能であった。
各線に積み込まれた列車の最前部の連結器は、軌道終端の車止めの連結器に連結された。各線の列車の最後部では、“乙種緊締具”と称するターンバックル付きの二股の鎖を用い、鎖の一端を最後部連結器に巻きつけ、他の二端のフックを列車後方の甲板面に設置した緊締用鉄環に掛け、ターンバックルで締め上げ、列車を引き伸ばして固定し、縦揺れによる車両の前後移動防止を図った。さらに最後部車両の車輪の後ろ側のレール上に、車輪が後方へ転動しないよう、左右両輪が当たる部分のみ断面が直角三角形になるよう枕木に切り欠きを入れた車輪止めをかまして、万一の車両の後方への逸走を防いだ。
また、横揺れによる車両横転防止には、“甲種緊締具”と称する一端がハサミ状、他端がフック付きのターンバックルを用い、ハサミで車両台枠の鉄骨をはさみ、フックを斜め下側方の甲板面に設置された緊締用鉄環に掛け、ターンバックルで締め上げて車両を固定した。しかし船が大きく横傾斜すると、それに伴って横傾斜した車両の、傾斜した側のバネが車体の重みで圧縮され、その側に掛けた甲種緊締具が緩んで、場合によっては外れることもあるため、荒天時には、二軸車は板バネと台枠の間に木製の楔を打ち込み、ボギー車は車両甲板上に置いた盤木や支柱で車体を直接支持して“バネ殺し”し、甲種緊締具が緩まないようにした。甲種緊締は通常、二軸車では片側4本、ボギー車では片側6本を掛け、荒天時にはさらに増し掛けを要した古川 1966, p. 110、111。これらの緊締具は、その後も改良されながら1988年（昭和63年）3月の青函連絡船の終航まで使用された。
なお、船内軌道のレール敷設方法は、浦賀船渠製では車両甲板面に軌道方向に固定した高さ約20cm幅約25cmの縦枕木上へレールを犬釘で固定したのに対し、三菱造船製では車両甲板面にリベット固定した高さ約9cm幅約25cmの溝形鋼の溝の中に設置したレールチェアーにレールをネジ込ボルトで固定して重心低下を図った。　

#### ヒーリング装置
翔鳳丸型では、船1番線と船3番線は船体中心線から離れており、車両積卸しの際には船体が横傾斜するため、ボイラー室両舷に、浦賀船渠製では各143.5トン、三菱造船製では各127トンのヒーリングタンクを設置し、1台の大容量（1,530m3/h）ヒーリングポンプでこの両タンク間の海水移動、または各タンクと船外との海水の出し入れを行って、船体横傾斜を抑制した。このヒーリングポンプは吐出方向一定の汽動式遠心ポンプで、機械室に設置され、ヒーリング操作中は常時運転とし、このポンプの吸入側と吐出側に1個ずつ設置した2個の4方コックの栓操作の組み合わせで、各種ヒーリング操作が可能となるようヒーリングパイプの配管がなされていた。この操作は、車両積卸し作業を目視できる後部船橋から、4方コックの栓を駆動する直流電動機を遠隔操作することで行われたが、ヒーリング装置の電気的遠隔操作装置は世界初であった。しかし、この電気的遠隔操作装置付きヒーリング装置は、操作面では4方コックの定位置での停止にコツを要したうえ、保守管理面でも、4方コック駆動電動機とその関連機器、ならびに4方コック本体、ヒーリングパイプの複雑な配管にも問題があった。それでも、比較的簡易なシステムで遠隔制御ができたため、その後も4方コックを駆動する電動機の交流化や、ヒーリングポンプ自体の動力を交流電動機化した船もあり、改良されつつ1955年（昭和30年）建造の檜山丸型までの青函・宇高両航路の車載客船・車両渡船で採用され続けた。
なお、この「ヒーリング装置」は翔鳳丸型建造当時は「トリミング装置」と呼ばれ、それ以降も、青函では1948年（昭和23年）建造の大雪丸（初代）、 日高丸（初代）まで、宇高では1953年（昭和28年）建造の第三宇高丸までそのように呼称されたが、本来「トリミング装置」は船首尾の喫水差調節装置を意味するため、1955年（昭和30年）建造の檜山丸型から「ヒーリング装置」に改められた。

### 外観
国鉄の蒸気機関を動力とする車載客船・車両渡船の中で、翔鳳丸型4隻だけが、ボイラー煙路を船体中央部中心線上に通して、大きな1本煙突姿となり、太平洋戦争後、これらの後継として建造された洞爺丸型車載客船とは受ける印象はかなり違った。また、当時最先端の船でありながら、その煙突も2本のマストも、船首も全て直立で、煙突やマストを後傾させたデザインの景福丸型や、はたまた比羅夫丸型に比べても、鈍重な外観であった。
塗装は4隻とも大部分の時期、下記の「翔鳳丸型一覧表」の飛鸞丸の写真のように、甲板室部分が白、それ以下の船体部分が黒であったが、下部遊歩甲板側面は中央部から船尾側にかけ船体長の約3分の2が側面開放の遊歩甲板となっており、この部分も甲板室扱いで、ブルワーク以外は白く塗装されていた。しかし、「翔鳳丸型一覧表」の翔鳳丸の写真のように、船首部船体に至るまで、下部遊歩甲板レベルを塗り分け線とし、船体上部も白く塗装した軽快な姿の写真が4隻全てで確認できる。しかし、その塗装時期についての詳細は不明であるが、1932年（昭和7年）以前の時期とされる。太平洋戦争開戦後、青函連絡船全船を含む、全ての日本の船舶は灰緑色の戦時警戒色に塗りつぶされた。

## 陸上設備
青森、函館両港の車載客船、車両渡船用岸壁は、船体左舷の大部分を接岸する直線部分と、それに続く、船尾部がすっぽりと入るポケット状の湾入部分からなる逆J字形をしており、船は後進してこのポケットに船尾を入れ、左舷と船尾両舷で接岸係留された。それでも船は、波や潮位や車両の積卸しなどで上下左右、前後にも動くため、陸上の軌道と船内の軌道とをつなぐ可動橋が必要であった。このポケットの船尾中央部が接触する部分には岸壁はなく、海がさらに入江状に入り込んでいた。可動橋はその中心線が係留された船の船体中心線と一致する形で、この入江の最奥部から船尾に向け、入江を縦断して架けられた。当時、青森、函館に建設された可動橋は、入江最奥の陸上から門構えの基本桁昇降装置までの長さ24.4mの基本桁と、その先6.1mの補助桁からなっており、補助桁の先端を車両甲板船尾端の約75cm低くなった“エプロン甲板”上に置いて固定するもので、基本構造は既に関森航路で実用化していたものと同様であった。
しかし、この可動橋は、補助桁だけを単独で動かすことができず、また補助桁が剛節構造で船の横傾斜に十分追随できなかったこともあり、太平洋戦争後、柔構造の補助桁への交換と補助桁昇降装置の付加、陸上の橋台と主桁の間に端桁を挿入するなどの改修工事が行われた。可動橋自体の設計荷重はE33相当で、入換機関車の重量には十分耐えられるものであったが、陸上と可動橋の勾配の折れ角が、潮位によっては64〜80‰と過大になることがあり、可動橋上に急S字曲線も介在したため、可動橋上への入換機関車の乗り入れは無理とされた。また、補助桁はその先端を“エプロン甲板”に載せるため、補助桁上に重い機関車が載ると船尾と共に沈下して、ここでも勾配の折れ角が過大になるため、積卸しする車両と入換機関車の間には数両の控車を連結し、入換機関車が可動橋、とりわけ補助桁に乗り入れなくても済むよう工夫された。
可動橋には、車両甲板船尾端の3線の船内軌道と合致するよう、3線の軌道が敷設されていた。都合6本のレールは可動橋先端で折畳みナイフ状に折れるヒンジを持ち、ヒンジより先は幅の狭いナイフ状の“先端特殊レール”で、各軌道のレール頂部内側の延長として可動橋先端から約90cm突出し、使用時はこの先端特殊レールを、その幅だけ軌間を広げた船内軌道車両甲板後端の特殊レールの内側に接するよう落とし込むことで、可動橋と車両甲板の軌道の連続性が確保され、船の前後運動による最大30cmまでの両軌道間の離開にも対応できた。なお先端特殊レールの中央部には可動橋の勾配と車両甲板の勾配差で生じる角度にも追従できるよう±20度程度動く第2のヒンジも設けられていた。また両特殊レール内側には脱線防止ガードレールも設置されていた。

## 就航後
翔鳳丸型は1924年（大正13年）5月から12月にかけて順次就航したが、車両積卸し可能な専用岸壁は未完成であった。そのうえ、車両の連結器も、北海道の 自動連結器と、本州以南のねじ式連結器では、相互に連結ができず、これらの問題が解決されるまで、比羅夫丸・田村丸に代わって、通常型の客船として使用され、この間、車両甲板上には臨時の手小荷物・郵便室が設置されていた。

### 専用岸壁建設
翔鳳丸就航直前の函館港には、1910年（明治43年）12月15日完成の木造桟橋があり、桟橋上には、 1915年（大正4年）6月15日開設の函館桟橋乗降場があって、連絡船接続列車が発着していた。この木造桟橋には当時、西面と北面の2バースがあった。車両航送を開始するため、この桟橋のすぐ南側に、1922年（大正11年）8月10日から、鉄筋コンクリート造の専用岸壁2バースを有する若松埠頭が築造中で、木造桟橋は撤去される予定であった。
1924年（大正13年）4月25日から、この木造桟橋の西面バースを使用停止とし、一部の客貨便は沖繋りに戻し、5月1日には函館桟橋乗降場も閉鎖された。同年10月1日からは、築造中の若松埠頭先端寄りの函館第2岸壁（当時は函館第1岸壁と呼称）が一部完成したため、使用開始し、木造桟橋は使用廃止された。10月4日には、若松埠頭上に建設された鉄筋コンクリート3階建ての連絡船待合室1階に完成した1面2線の新しい函館桟橋駅も使用開始された。翌1925年（大正14年）5月20日には、同岸壁の可動橋が竣工したため、5月21日より翔鳳丸型による試験車両航送が開始され、8月1日より正式に車両航送が開始された。また6月1日からは手前側の函館第1岸壁（当時は函館第2岸壁と呼称）の使用も開始されたが、可動橋使用は9月5日からで、10月14日を以って若松埠頭築造工事は完了した。
しかし、車両航送開始後より急増した函館駅構内の貨車入換作業は、1928年（昭和3年）9月10日の長輪線全通や、1930年（昭和5年）10月25日の上磯線の木古内への延伸開業でさらに拍車がかかり、これに対応する函館駅構内配線の全面改良工事が、1928年（昭和3年）10月より開始された。その一環として、1930年（昭和5年）11月11日には、函館桟橋駅ホームが函館駅本屋の跨線橋まで延長され、函館駅第2乗降場と呼称される長いホームとなった。これに先立つ同年10月1日から函館桟橋駅発着列車は廃止され、全て函館駅発着となった。
一方青森側は、既に青森県が国庫補助を受け、1915年（大正4年）6月以来工事を進めていた大規模築港工事である青森港第1期修築工事の付帯工事として、青森第2岸壁（当時は青森第1岸壁と呼称）の築造工事が、青森県への委託工事として1920年（大正9年）4月1日に起工、1923年（大正12年）12月15日からは一部で先行使用が開始され、ここに青森側での旅客便、客貨便の直接着岸が実現した。1924年（大正13年）3月31日には通常岸壁として竣工し、青森県から引き渡しを受けた後、車載客船の船尾を係留するポケット部分と可動橋を追加建設し、1925年（大正14年）4月25日竣工し、同年5月21日からの試験車両航送に使われた。なお青森第1岸壁（当時は青森第2岸壁と呼称）は、1923年（大正12年）12月まで青函連絡船の旅客用ハシケ岸壁として使われた第2船入澗を、さらに南西に掘り込む形で築造され、1928年（昭和3年）8月11日に岸壁完成し、可動橋は同年9月20日竣工、10月から使用された。

### 自動連結器への統一
本州では、1925年（大正14年）7月1日から逐次、客車の編成中間から自動連結器への交換が開始され、7月17日には貨車の全国一斉自動連結器への交換がわずか1日で行われた。北海道では既に、その前年の1924年（大正13年）8月5日～7日に客車の、8月13日～16日には残りの客車、機関車、貨車の自動連結器中心高さを、従来の660mmから全国標準予定の878mmへの引き上げ工事を済ませていた。
ここに、専用岸壁の完成と連結器の統一を見て、1925年（大正14年）8月1日より待望の車両航送が開始された。

### 無線方位測定装置の導入
稚泊連絡船 壱岐丸は、1926年（大正15年）12月、陸上の標識局から発信される電波の方向を測定する無線方位測定装置を、日本の船舶として最初に装備していたが、青函航路でも、1930年（昭和5年）5月、函館湾奥の久根別に地上標識局が開設され、同時に当時就航中の全連絡船に無線方位測定装置が装備された。その後、1936年（昭和11年）1月には葛登支岬と青森港西側の沖館、東側の浦町に、1942年（昭和17年）12月には平館の北、石崎にも標識局が開設され、視界不良時にも不完全ながら自船の位置を知ることができるようになった。

## 車両航送の効果
車両航送開始以前は、北海道の主要産物である鮮塩魚、タマネギ、馬鈴薯等の本州向け輸送、本州から北海道向けに輸送される味噌、醤油、野菜、果物、陶器等の輸送は、積替えが多くなる青函航路経由を嫌い、一般船舶で輸送されたが、大量低頻度輸送で不便であった。しかし、1925年（大正14年）8月1日の車両航送開始後は、天候に左右されるハシケ荷役による積替えがなくなり、青函間の貨物継送時間が40時間から10時間に短縮されたことで、急送を要する鮮魚輸送にも広く使われるところとなり、東京市場での鮮魚価格低下に貢献するなど、道内産鮮魚の市場規模を急拡大させた。また内陸駅から内陸駅まででも、積替えは発着駅だけとなり、簡易な荷造りでほとんど品傷みなく、船舶に比べれば少量かつ高頻度で利用できるようになったことで、上記の農産物や食品雑貨等も鉄道輸送に取り込み、また新規獲得し、まさに流通革命であった。その後も、道内発貨物の平均輸送距離は年を追うごとに伸び、商品販路はさらに拡大して行った。
かつて青函航路が混乱状態に陥った1917年（大正6年）度の貨物輸送量は36万1259トンで、 大戦景気末期の貨物輸送量ピーク時の1920年（大正9年）度には45万5597トンを記録し、その後は景気後退で一時減少したものの1924年（大正13年）度には46万5860トン、年度途中から車両航送を開始した1925年（大正14年）度には49万7006トンと増加に転じていた。車両航送開始翌年度で、年度途中から第一青函丸も就航した1926年（大正15年-昭和元年）度には、依然景気後退時期であったにもかかわらず、上記のような新規貨物需要の掘り起こしもあり、貨物輸送量は前年比32%増の65万4952トンを記録し、車両航送の効果を見せ付ける結果となった。
一方旅客輸送は、同じく混乱状態に陥った1917年（大正6年）度の旅客輸送人員は49万4827名で、大戦景気中の旅客輸送人員ピーク時の1919年（大正8年）度は70万5055名で、以後同様に減少していたが、翔鳳丸型が前年度途中から通常の客船として就航し、年度途中から車両航送を開始した1925年（大正14年）度には前年比7%増の75万2864名を数え、上記記録を更新し“大型客船”効果を示したが、1926年（大正15年-昭和元年）度の旅客輸送人員は76万6606名と微増に留まった。

## 運航
翔鳳丸型は試運転最大速力こそ16.957ノットと、比羅夫丸型には及ばなかったが、当時の比羅夫丸型と同じく、青森 - 函館間を4時間30分で運航できたうえ、荷役時間が短縮されたため、1隻1日2往復の運航が可能であった。就航早期には、一部の客貨便で4時間15分、4時間20分運航も行われたが、戦時中には酷使され、4時間40分運航になってしまった。
- 1925年（大正14年）5月21日から試験車両航送の客貨便1往復運航開始[60]。
  - 8月1日から車両航送開始、客貨便3往復、貨物便1往復、不定期貨物便1往復の計5往復で、下りの客貨便の1本だけが4時間20分運航であったほかは、全て4時間30分運航。貨物便は下りの1本に5時間40分運航があったほかは5時間運航であった[81]。
- 1926年（大正15年）8月15日からは客貨便3往復、貨物便1往復、臨時貨物便2往復の計6往復に増便し、客貨便は全て4時間30分運航となった。貨物便は5時間30分～6時間運航とし、第一青函丸でも運航できる便が1往復設定された[81]。
  - 12月12日 第一青函丸 就航。
- 1928年（昭和3年）9月10日には、翔鳳丸型4船6往復（客貨便3往復、臨時貨物便3往復）、第一青函丸1船1往復（貨物便）の計7往復運航となった。客貨便では上りに4時間20分運航便、下りに4時間15分運航便が各1本ずつ設定された。[81]。
  - 10月より青森第1岸壁（当時第2岸壁）使用開始[83]
- 1930年（昭和5年）9月1日第二青函丸就航。貨物便を1往復増便して8往復とした。
  - 10月には第一第二青函丸2船3往復運航として、9往復設定としたが、不況で貨物輸送量減少し、実質7往復[81]。客貨便3往復は全て4時間30分運航に戻った[84]。
- 1933年（昭和8年）8月5日から8往復復活[81]。
- 1934年（昭和9年）12月1日からは、翔鳳丸型客貨便3往復、翔鳳丸型貨物便3往復、第一第二青函丸2船3往復の計9往復運航[85]。
- 1937年（昭和12年）10月1日から12月31日に限り、翔鳳丸型客貨便3往復、同貨物便3往復、臨時貨物便2往復、不定期貨物便2往復の10往復運航[81]。
- 1938年（昭和13年）8月9日から、翔鳳丸型客貨便3往復、同貨物便3往復、臨時貨物便2往復、不定期貨物便2往復の10往復運航[81]。
- 1939年（昭和14年）11月25日第三青函丸就航。貨物便2往復増便し12往復運航[81]。
- 1940年（昭和15年）10月10日から、翔鳳丸型で運航していた貨物便のうち1往復で旅客扱をし、客貨便を1往復増の4往復とした。　第一第二青函丸2船3往復、その他4時間30分～5時間30分運航の貨物便5往復の、計12往復が基本となった[81][86]。翔鳳丸型4隻と第三青函丸の計5隻で9往復していた。
- 1943年（昭和18年）3月6日第四青函丸就航。貨物便2往復増便し14往復運航[86]。翔鳳丸型4隻と第三第四青函丸の計6隻で11往復していた。
- 1944年（昭和19年）1月14日第五青函丸就航。
  - 3月19日第六青函丸就航。
  - 4月1日からは、上記2隻の就航を受け、貨物便4往復増便し18往復とした。客貨便は4往復のままであったが、これらのうち、4時間30分運航は下りの1本だけで、他は全て4時間40分運航となった。貨物便は第一第二青函丸の低速便以外は、1日2往復運航するため、下り4時間30分～40分、上り4時間40分～50分で運航された[81][86]。低速便3往復以外の15往復は、翔鳳丸型と第三～六青函丸の8隻で運航された。
  - 5月1日からは、青森第3岸壁開設を受け、貨物便1往復増便し19往復とした[81][86]。これより、低速便3往復以外の16往復は、翔鳳丸型と第三～六青函丸の8隻で、1日2往復休航なしの運航体制となり、第一第二青函丸も1日1往復半の休航なしであった。
  - 7月20日第七青函丸就航。貨物便2往復増便し21往復とした[81][86]が、これが戦時中の最多運航となった。
  - 11月22日第八青函丸就航。23往復の計画はあったが、既にこの頃には、全船フル稼働の過酷な運航体制は破綻しており、この計画は達成されなかった[81][86]。
- 1945年（昭和20年）3月6日第五青函丸沈没、この頃には実際は13往復を目標とする運航に留まった[81][86][86]。
  - 6月1日第十青函丸就航。

## 沿革

### 翔鳳丸
- 1922年（大正11年）8月10日 - 起工（浦賀船渠）
- 1924年（大正13年）4月19日 - 前年の関東大震災により予定より半年以上遅れて竣工。
- 1945年（昭和20年）7月14日 – 遅れ2便として青森5時着、間もなく空襲警報発令されたため[91]、旅客のみ下船させ5時20分離岸し、青森港外へ退避した。攻撃を受けることなく9時53分警報解除となり[92]、10時頃投錨。14時05分再度の空襲警報あり[93]。14時40分頃アメリカ軍機来襲を発見し、抜錨、縫航（ジグザグ航法）による回避行動開始した。アメリカ軍機はまず本船西方で縫航中の飛鸞丸を集中攻撃した後、15時頃より本船も機銃掃射と爆撃を受けた。当初は縫航運動で爆撃を巧みに回避できていたが、煙突後部の端艇甲板への爆弾命中後は各所に被弾し、無線室後部の端艇甲板に命中した爆弾により火災が発生した。15時35分頃には左舷中央部水線付近にも被弾し左舷傾斜、浸水量増大して船速低下し、揚錨機被弾による右舷錨制動機能喪失で投錨状態となり、船は停止。15時40分退船命令発せられ、15時55分直立して沈没。この直前に沈没した飛鸞丸沈没位置の西約100mの地点であった。乗組員95名中47名が戦死[94][95]。なお日本側史料では、アメリカ軍機1機撃墜1機撃破とされるが、アメリカ側史料にはその記録はない[96][97]。

### 飛鸞丸
- 1922年（大正11年）10月12日 - 起工（浦賀船渠）
- 1923年（大正12年）8月16日 - 進水[98]
  - 9月1日 - 関東大震災でイギリスより輸入した主機用の減速歯車が横浜港で、ハシケに積載されたままハシケ焼失で水没、浦賀船渠の施設の被災もあり、竣工が大幅に遅れた[注釈 20][注釈 21]。
- 1924年（大正13年）12月15日 - 竣工　第2船の飛鸞丸の竣工が翔鳳丸型4隻の最後になった。
- 1934年（昭和9年）3月21日 - 夕刻から翌22日未明にかけ、強風を伴った低気圧が日本海からオホーツク海へと通過して行った。飛鸞丸は17時30分南々東の風15m　小雨の函館桟橋離岸、港外に出たあたりから風向は南々西となり急激に風速増大し、18時25分葛登支灯台沖にて前途航行困難と判断し、引き返そうと右舷回頭を3回試みたが、船首方向が風向と90度に達すると風上に切り上がってそれ以上回頭できず[注釈 22]回頭を断念。このとき積載貨車の脱線あり[101]、また追波を受けて車両甲板上に海水が浸入し、車両甲板下最後部の操舵機室へは換気口とロープホールから浸水してグレーチングが浮動破損し、その破片が操舵機に引っ掛かって一時操舵不能となった[102][103]。また中央部のボイラー室へは、車両甲板石炭積込口から海水が浸入し、石炭もろとも泥水状態となって流入、焚火困難となってボイラー圧の低下はあったが、かろうじて22日1時に三厩錨地に到着、投錨し遭難を免れた。この強風で無線送信用空中線が一時切断され、船から陸への通信が途絶したため、飛鸞丸遭難かと騒がれた一幕もあった。なお同夜、函館大火が起きている[104][105][106]。
- 1941年（昭和16年） - 音響測深儀装備[107]
- 1945年（昭和20年）7月14日 – 函館発定刻2時40分のところ2時55分頃12便として出航し、青森へ向け航行中、5時に青森地区空襲警報あり[91]、警戒しつつ7時10分青森港堤川沖に到着錨泊、この時は攻撃を受けることはなかった[108]。14時05分再度の空襲警報あり、抜錨し縫航による回避行動をとったが、14時50分頃よりアメリカ軍機の機銃掃射と爆撃を受け、15時16分より船体は右舷に傾斜し15時40分沈没した[109]。乗組員97名中17名が戦死したほか、船員養成所教官生徒56名中14名死亡[96][110]。なお日本側史料では爆撃直前にアメリカ軍機2機を撃墜したとされるが、アメリカ側史料にはその記録はない[111][97]。

### 津軽丸
- 1923年（大正12年）6月13日 - 起工（三菱造船長崎造船所）
- 1924年（大正13年）9月24日 - 竣工
- 1945年（昭和20年）7月14日 - 1便として1時間21分遅れの2時41分、青森を出航[112][113]、平館灯台航過後の5時10分空襲警報を受け三厩泊地に錨泊、12時50分抜錨し函館に向かったが、14時47分からアメリカ軍の激しい空襲を受け、14時52分頃火災発生し、15時10分狐越岬東方約4海里で沈没。乗組員99名中75名戦死、乗客70名中52名が死亡[114]。アメリカ軍側の被害は1機の左翼に小さな機銃痕を認めただけであった[115]。

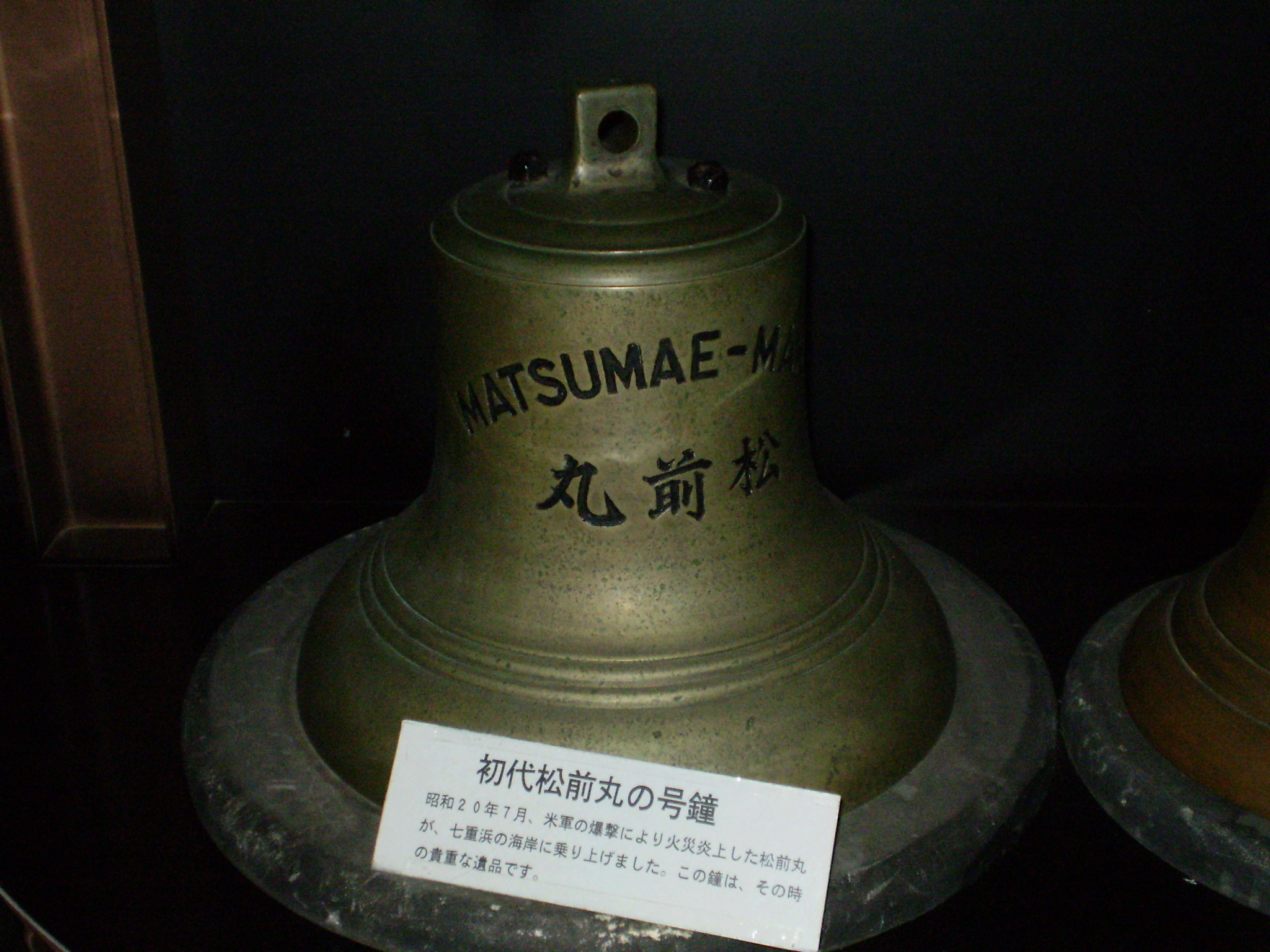
函館市青函連絡船記念館摩周丸に展示されている初代松前丸の号鐘

### 松前丸
- 1923年（大正12年）6月13日 - 起工（三菱造船長崎造船所）
- 1924年（大正13年）10月24日 - 竣工
- 1941年（昭和16年）2月11日 - 穴澗沖に座礁　ボイラー室浸水　2月14日離礁[116][38]
- 1942年（昭和17年）春 - 6号缶の水管破裂、火手3名死亡[38]
- 1945年（昭和20年）7月14日 –　函館5時50分発の14便[117]として出航準備中の4時45分、空襲警報発令されたため、旅客のみ下船させ、貨車26両積載のまま5時24分離岸し港外退避[118]。5時42分、防波堤灯台航過したところで、松前丸に先行し、函館を5時08分、194便として出航し、葛登支岬沖を航行中の第四青函丸周辺に水柱数本立つのを視認した[119]。松前丸は当時、操舵室屋上左右に25ミリ機関銃各1基、後部左右に13ミリ機関銃各1基を装備し、連絡船の中では最強の武装であった[120]。5時53分よりアメリカ軍機の来襲あり[121]、函館湾内で縫航運動を行い空襲から逃れようとしたが、攻撃は執拗で、沈没回避のため七重浜への座洲を決断し、七重浜へ向け全速運転した。その後、6時18分には端艇甲板を貫通し機関室内右舷に達する命中弾を受け火災発生し、以後減速していったが、6時30分、第3防砂底堤西約1,000mの七重浜に座洲した[122]。しかし火災激しく、6時45分総員退船発令。乗組員95名中22名が戦死[123]。アメリカ軍機1機を撃墜、1機撃破している[124][125]。

### その後
津軽丸を除く3隻は、戦後引き揚げられるなどしてスクラップとなったが、松前丸で使用されていた号鐘は現在函館市青函連絡船記念館摩周丸で保存・展示されている。

## 翔鳳丸型一覧表
|                   | 翔鳳丸                                                                          | 翔鳳丸                                                                          | 翔鳳丸                                                                          | 飛鸞丸                                                                          | 飛鸞丸                                                                          | 飛鸞丸                                                                          | 津軽丸                                                     | 津軽丸                                                     | 津軽丸                                                     | 松前丸                                                     | 松前丸                                                     | 松前丸                                                     |
| 概歴              | 概歴                                                                            | 概歴                                                                            | 概歴                                                                            | 概歴                                                                            | 概歴                                                                            | 概歴                                                                            | 概歴                                                       | 概歴                                                       | 概歴                                                       | 概歴                                                       | 概歴                                                       | 概歴                                                       |
| ----------------- | ------------------------------------------------------------------------------- | ------------------------------------------------------------------------------- | ------------------------------------------------------------------------------- | ------------------------------------------------------------------------------- | ------------------------------------------------------------------------------- | ------------------------------------------------------------------------------- | ---------------------------------------------------------- | ---------------------------------------------------------- | ---------------------------------------------------------- | ---------------------------------------------------------- | ---------------------------------------------------------- | ---------------------------------------------------------- |
| 建造所            | 浦賀船渠                                                                        | 浦賀船渠                                                                        | 浦賀船渠                                                                        | 浦賀船渠                                                                        | 浦賀船渠                                                                        | 浦賀船渠                                                                        | 三菱造船長崎造船所                                         | 三菱造船長崎造船所                                         | 三菱造船長崎造船所                                         | 三菱造船長崎造船所                                         | 三菱造船長崎造船所                                         | 三菱造船長崎造船所                                         |
| 起工              | 1922年（大正11年）8月10日                                                       | 1922年（大正11年）8月10日                                                       | 1922年（大正11年）8月10日                                                       | 1922年（大正11年）10月12日                                                      | 1922年（大正11年）10月12日                                                      | 1922年（大正11年）10月12日                                                      | 1923年（大正12年）6月13日                                  | 1923年（大正12年）6月13日                                  | 1923年（大正12年）6月13日                                  | 1923年（大正12年）6月13日                                  | 1923年（大正12年）6月13日                                  | 1923年（大正12年）6月13日                                  |
| 進水              | 1923年（大正12年）5月29日                                                       | 1923年（大正12年）5月29日                                                       | 1923年（大正12年）5月29日                                                       | 1923年（大正12年）8月16日                                                       | 1923年（大正12年）8月16日                                                       | 1923年（大正12年）8月16日                                                       | 1924年（大正13年）5月22日                                  | 1924年（大正13年）5月22日                                  | 1924年（大正13年）5月22日                                  | 1924年（大正13年）6月21日                                  | 1924年（大正13年）6月21日                                  | 1924年（大正13年）6月21日                                  |
| 竣工              | 1924年（大正13年）4月19日                                                       | 1924年（大正13年）4月19日                                                       | 1924年（大正13年）4月19日                                                       | 1924年（大正13年）12月15日                                                      | 1924年（大正13年）12月15日                                                      | 1924年（大正13年）12月15日                                                      | 1924年（大正13年）9月24日                                  | 1924年（大正13年）9月24日                                  | 1924年（大正13年）9月24日                                  | 1924年（大正13年）10月24日                                 | 1924年（大正13年）10月24日                                 | 1924年（大正13年）10月24日                                 |
| 就航              | 1924年（大正13年）5月21日                                                       | 1924年（大正13年）5月21日                                                       | 1924年（大正13年）5月21日                                                       | 1924年（大正13年）12月30日                                                      | 1924年（大正13年）12月30日                                                      | 1924年（大正13年）12月30日                                                      | 1924年（大正13年）10月11日                                 | 1924年（大正13年）10月11日                                 | 1924年（大正13年）10月11日                                 | 1924年（大正13年）11月11日                                 | 1924年（大正13年）11月11日                                 | 1924年（大正13年）11月11日                                 |
| 終航              | 1945年（昭和20年）7月14日                                                       | 1945年（昭和20年）7月14日                                                       | 1945年（昭和20年）7月14日                                                       | 1945年（昭和20年）7月14日                                                       | 1945年（昭和20年）7月14日                                                       | 1945年（昭和20年）7月14日                                                       | 1945年（昭和20年）7月14日                                  | 1945年（昭和20年）7月14日                                  | 1945年（昭和20年）7月14日                                  | 1945年（昭和20年）7月14日                                  | 1945年（昭和20年）7月14日                                  | 1945年（昭和20年）7月14日                                  |
| 要目（新造時）    |                                                                                 |                                                                                 |                                                                                 |                                                                                 |                                                                                 |                                                                                 |                                                            |                                                            |                                                            |                                                            |                                                            |                                                            |
| 船種              | 車載客船                                                                        | 車載客船                                                                        | 車載客船                                                                        | 車載客船                                                                        | 車載客船                                                                        | 車載客船                                                                        | 車載客船                                                   | 車載客船                                                   | 車載客船                                                   | 車載客船                                                   | 車載客船                                                   | 車載客船                                                   |
| 総トン数          | 3,460.80トン                                                                    | 3,460.80トン                                                                    | 3,460.80トン                                                                    | 3,459.87トン                                                                    | 3,459.87トン                                                                    | 3,459.87トン                                                                    | 3,484.65トン                                               | 3,484.65トン                                               | 3,484.65トン                                               | 3,429.75トン                                               | 3,429.75トン                                               | 3,429.75トン                                               |
| 全長              | 361ft 10in （110.29m）                                                          | 361ft 10in （110.29m）                                                          | 361ft 10in （110.29m）                                                          | 361ft 10in （110.29m）                                                          | 361ft 10in （110.29m）                                                          | 361ft 10in （110.29m）                                                          | 360ft （109.73m）                                          | 360ft （109.73m）                                          | 360ft （109.73m）                                          | 360ft （109.73m）                                          | 360ft （109.73m）                                          | 360ft （109.73m）                                          |
| 垂線間長          | 350ft （106.68m）                                                               | 350ft （106.68m）                                                               | 350ft （106.68m）                                                               | 350ft （106.68m）                                                               | 350ft （106.68m）                                                               | 350ft （106.68m）                                                               | 350ft （106.68m）                                          | 350ft （106.68m）                                          | 350ft （106.68m）                                          | 350ft （106.68m）                                          | 350ft （106.68m）                                          | 350ft （106.68m）                                          |
| 幅（型）          | 52ft （15.85m）                                                                 | 52ft （15.85m）                                                                 | 52ft （15.85m）                                                                 | 52ft （15.85m）                                                                 | 52ft （15.85m）                                                                 | 52ft （15.85m）                                                                 | 52ft （15.85m）                                            | 52ft （15.85m）                                            | 52ft （15.85m）                                            | 52ft （15.85m）                                            | 52ft （15.85m）                                            | 52ft （15.85m）                                            |
| 深さ（型）        | 22ft （6.71m）                                                                  | 22ft （6.71m）                                                                  | 22ft （6.71m）                                                                  | 22ft （6.71m）                                                                  | 22ft （6.71m）                                                                  | 22ft （6.71m）                                                                  | 22ft （6.71m）                                             | 22ft （6.71m）                                             | 22ft （6.71m）                                             | 22ft （6.71m）                                             | 22ft （6.71m）                                             | 22ft （6.71m）                                             |
| 満載喫水          | 15ft （4.57m）                                                                  | 15ft （4.57m）                                                                  | 15ft （4.57m）                                                                  | 15ft （4.57m）                                                                  | 15ft （4.57m）                                                                  | 15ft （4.57m）                                                                  | 15ft （4.57m）                                             | 15ft （4.57m）                                             | 15ft （4.57m）                                             | 15ft （4.57m）                                             | 15ft （4.57m）                                             | 15ft （4.57m）                                             |
| ボイラー （台数） | 舶用スコッチ缶（円缶）（6）                                                     | 舶用スコッチ缶（円缶）（6）                                                     | 舶用スコッチ缶（円缶）（6）                                                     | 舶用スコッチ缶（円缶）（6）                                                     | 舶用スコッチ缶（円缶）（6）                                                     | 舶用スコッチ缶（円缶）（6）                                                     | イギリス バブコック・アンド・ウィルコックス社製水管缶（6） | イギリス バブコック・アンド・ウィルコックス社製水管缶（6） | イギリス バブコック・アンド・ウィルコックス社製水管缶（6） | イギリス バブコック・アンド・ウィルコックス社製水管缶（6） | イギリス バブコック・アンド・ウィルコックス社製水管缶（6） | イギリス バブコック・アンド・ウィルコックス社製水管缶（6） |
| 主機械 （台数）   | イギリス メトロポリタン・ヴィッカース社製1段減速歯車付ラトー式衝動タービン（2） | イギリス メトロポリタン・ヴィッカース社製1段減速歯車付ラトー式衝動タービン（2） | イギリス メトロポリタン・ヴィッカース社製1段減速歯車付ラトー式衝動タービン（2） | イギリス メトロポリタン・ヴィッカース社製1段減速歯車付ラトー式衝動タービン（2） | イギリス メトロポリタン・ヴィッカース社製1段減速歯車付ラトー式衝動タービン（2） | イギリス メトロポリタン・ヴィッカース社製1段減速歯車付ラトー式衝動タービン（2） | 三菱長崎製1段減速歯車付衝動タービン（2）                   | 三菱長崎製1段減速歯車付衝動タービン（2）                   | 三菱長崎製1段減速歯車付衝動タービン（2）                   | 三菱長崎製1段減速歯車付衝動タービン（2）                   | 三菱長崎製1段減速歯車付衝動タービン（2）                   | 三菱長崎製1段減速歯車付衝動タービン（2）                   |
| 公試最大出力      | 5,730軸馬力                                                                     | 5,730軸馬力                                                                     | 5,730軸馬力                                                                     | 5,843軸馬力                                                                     | 5,843軸馬力                                                                     | 5,843軸馬力                                                                     | 5,624軸馬力                                                | 5,624軸馬力                                                | 5,624軸馬力                                                | 5,758軸馬力                                                | 5,758軸馬力                                                | 5,758軸馬力                                                |
| 定格出力          | 2,750軸馬力×2                                                                   | 2,750軸馬力×2                                                                   | 2,750軸馬力×2                                                                   | 2,750軸馬力×2                                                                   | 2,750軸馬力×2                                                                   | 2,750軸馬力×2                                                                   | 2,750軸馬力×2                                              | 2,750軸馬力×2                                              | 2,750軸馬力×2                                              | 2,750軸馬力×2                                              | 2,750軸馬力×2                                              | 2,750軸馬力×2                                              |
| 公試最大速力      | 16.957ノット                                                                    | 16.957ノット                                                                    | 16.957ノット                                                                    | 17.019ノット                                                                    | 17.019ノット                                                                    | 17.019ノット                                                                    | 16.877ノット                                               | 16.877ノット                                               | 16.877ノット                                               | 17.577ノット                                               | 17.577ノット                                               | 17.577ノット                                               |
| 航海速力          | 15.5ノット                                                                      | 15.5ノット                                                                      | 15.5ノット                                                                      | 15.5ノット                                                                      | 15.5ノット                                                                      | 15.5ノット                                                                      | 15.5ノット                                                 | 15.5ノット                                                 | 15.5ノット                                                 | 15.5ノット                                                 | 15.5ノット                                                 | 15.5ノット                                                 |
| 旅客定員          | 895名                                                                           | 895名                                                                           | 895名                                                                           | 895名                                                                           | 895名                                                                           | 895名                                                                           | 990名                                                      | 990名                                                      | 990名                                                      | 990名                                                      | 990名                                                      | 990名                                                      |
| 車両積載数        | ワム換算25両                                                                    | ワム換算25両                                                                    | ワム換算25両                                                                    | ワム換算25両                                                                    | ワム換算25両                                                                    | ワム換算25両                                                                    | ワム換算25両                                               | ワム換算25両                                               | ワム換算25両                                               | ワム換算25両                                               | ワム換算25両                                               | ワム換算25両                                               |
| 船名符字          | SPWB（JONA）                                                                    | SPWB（JONA）                                                                    | SPWB（JONA）                                                                    | STNM（JPIA）                                                                    | STNM（JPIA）                                                                    | STNM（JPIA）                                                                    | STDV（JYXA）                                               | STDV（JYXA）                                               | STDV（JYXA）                                               | STND（JYYA）                                               | STND（JYYA）                                               | STND（JYYA）                                               |
| 船舶番号          | 29881                                                                           | 29881                                                                           | 29881                                                                           | 30479                                                                           | 30479                                                                           | 30479                                                                           | 30468                                                      | 30468                                                      | 30468                                                      | 30472                                                      | 30472                                                      | 30472                                                      |
|                   | 翔鳳丸                                                                          | 翔鳳丸                                                                          | 翔鳳丸                                                                          | 飛鸞丸                                                                          | 飛鸞丸                                                                          | 飛鸞丸                                                                          | 津軽丸                                                     | 津軽丸                                                     | 津軽丸                                                     | 松前丸                                                     | 松前丸                                                     | 松前丸                                                     |